# Current Value
Tim Eliot, dit Current Value, est un DJ et compositeur de drum and bass allemand. Son style très sombre mélange les genres darkstep, techstep et neurofunk.

## Carrière

### Apprentissage musical
De six à vingt-deux ans, Tim Eliot apprend le piano classique, mais il s'oriente dès 1992 vers la musique électronique. Se constituant progressivement un petit studio chez lui, il commence à enregistrer des morceaux d'inspiration techno. En 1996 il rejoint la radio Kiss FM (en) en tant que DJ, et profite de ses sets pour diffuser quelques-unes de ses productions. Son style, sous l'influence de morceaux comme Ni-Ten-Ichi-Ryu de Photek, se dirige alors vers le drum and bass.
Il prend bientôt contact avec le label berlinois Don Q, puis surtout avec Position Chrome, que dirige The Panacea. C'est là qu'il sort son premier deux titres, avant d'enchaîner avec coups sur coups trois LP entre 1998 et 2000. Un quatrième Beyond Digits suivra en 2001, cette fois sur Klangkrieg. Pendant toute cette période Current Value multiplie en parallèle les singles, développant un style déjà très sombre mais qui s'appuie sur des rythmiques Amen encore nettement jungle.

### Définition d'un style personnel
En 2004 Eliot obtient un diplôme d'ingénieur du son après un an d'étude à la célèbre School of Audio Engineers. Sa musique s'écarte alors progressivement du Amen pour des rythmes aux influences plus techno, voire hardtek, et s'enrichit en parallèle de sons darkcore très travaillés. À partir de 2006 il lance des collaborations avec d'autres représentants de la scène drum and bass, parmi lesquels Limewax (en), Raiden, Dylan ou encore Counterstrike (en), et participe aux tournées Therapy Sessions (en).
Prolifique, il publie pas moins de cinq albums entre 2009 et 2013 (dont un avec Donny), accompagnés d'une pléthore de singles et d'EPs. Son style évolue petit à petit vers le neurofunk, et en 2011 il fonde avec Dean Rodell le duo Machinecode, qui publiera cinq albums. En 2012 il remixe Purge pour Noisia, et surtout quatre titres tirés du Biophilia de Björk (Crystalline, Solstice, Thunderbolt et Hollow), un album pour lequel il coécrit en outre Sacrifice. À ce sujet Eliot raconte que Björk voulait d'abord reprendre la rythmique de son titre The Good, ce qu'il refusera aussitôt, préférant lui composer une nouvelle partition en un temps record. La même année, il s'associe avec Ivan Shopov alias Cooh (en), Marvin Hay alias Coppa, Martina Astner et de nouveau Dean Rodell dans le combo Underhill, qui publiera un EP et deux albums chez Ad Noiseam.
Basé depuis toujours à Berlin, Current Value est actuellement sponsorisé par la marque de synthétiseurs Clavia.

## Matériel utilisé
Au cours de sa carrière, Current Value a notamment employé les éléments suivants,, :
- Synthétiseurs Roland JX8P, Yamaha FS1R, Clavia Nord Modular G2, Kawai K5000
- Sampleur Akai S01
- Laptops iPad et PC
- Séquenceurs MAO Ableton Live, FL Studio et Reason

## Discographie

### Solo

#### Albums
- 1998 : Frequency Hunt - Position Chrome
- 1999 : Seeds of Mutation - Position Chrome
- 2000 : In a Far Future - Position Chrome
- 2007 : Therapy Session 6 (mix) - Freak Recordings (en)
- 2009 : 2012: The Day of Silence - Future Sickness
- 2010 : Back to The Machine - Subsistenz
- 2011 : Revolt & Riot (avec Donny) - Guerilla Recordings
- 2012 : Quantum Physics - Barcode Recordings
- 2012 : Rare & the Unreleased 1997-2000 - Position Chrome
- 2013 : Stay on this Planet - Subsistenz
- 2016 : Biocellulose - Critical Recordings
- 2017 : Deadly Toys - Invisible Recordings

#### EPs
- 2002 : Curve EP (sous alias Curve #146) - Autist
- 2003 : 4.09 EP - Phantomnoise
- 2005 : Into the Light / Deep Digger - Soothsayer Recordings
- 2007 : Revealing the Concealed EP - Future Sickness
- 2007 : Evil Has a Name (avec Donny) - Barcode Recordings
- 2008 : Death Marching EP - Flexible Records
- 2008 : The Empowered Peace EP - Tech Itch Recordings
- 2009 : Sparse Land (avec Dean Rodell) - Subtrakt
- 2009 : All Ends EP (avec Limewax (en)) - L/B Recordings
- 2009 : You Can't Play God EP - Freak Recordings (en)
- 2011 : Guerilla Files Vol.1 (avec Gein) - Citrus Recordings
- 2011 : Revolt & Riot EP (avec Donny) - Guerilla Recordings
- 2012 : Crude Chronicles EP - Subsistenz
- 2012 : Wraith / The Watchers (Katharsys Remix) / Warship (avec Donny, Katharsys et Counterstrike (en)) - Barcode Recordings
- 2012 : Mercury / Captain / The Reading - Freak Recordings
- 2012 : Quantum Physics - Barcode Recordings
- 2012 : Forgotten Coma (Counterstrike Duomix) / The Reading (avec Donny) - Barcode Recordings
- 2012 : Subland EP Part 2 (avec Loop Stepwalker et Dean Rodell) - Subsistenz
- 2012 : So Loud EP - Subtrakt
- 2013 : Burn In / Glitch / Thought Machines (avec Dean Rodell et The Sect) - The Sect Recordings
- 2014 : Sonic Barrier EP - The Sect Recordings
- 2014 : Subs9.5 EP - Subsistenz
- 2015 : Critical Presents: Binary Vol. 04 - Critical Recordings
- 2015 : Nitro EP - Blackout Music NL
- 2015 : Force Black EP - Bad Taste Recordings
- 2015 : Rocket Science - Blackout
- 2016 : Partition EP - Terminal
- 2016 : Airshift EP  - Cyberfunk
- 2016 : Rethink - Othercide
- 2016 : Critical Presents: Systems 006 - Critical Recordings
- 2017 : Starfleet - Blackout
- 2017 : Scalar/Bigger Picture - 31 Records
- 2018 : Consequences EP - MethLab
- 2018 : City Syndrome EP - Souped Up

### Avec Machinecode

#### Albums
- 2010 : Back to Tresor - We Call It Hard Records
- 2011 : Environments - Subtrakt
- 2013 : Under the Sun - Subsistenz
- 2014 : Samurai - Ad Noiseam
- 2014 : Velocity - Subsistenz

#### EPs
- 2010 : 2nd Nature EP - Combat Recordings
- 2012 : Final Days EP - Subtrakt
- 2014 : Velocity - Album Sampler - Subsistenz
- 2014 : BareBones EP - Subsistenz
- 2015 : Airlock - Subsistenz
- 2015 : Terraform EP - Eat Brain

### Avec Underhill

#### Albums
- 2012 : Silent Siren - Ad Noiseam
- 2014 : Prologue - Ad Noiseam

#### EPs
- 2012 : Blind - Ad Noiseam